# Іво Фрозіо
Іво Джорджо Фрозіо (італ. Ivo Giorgio Frosio, 27 квітня 1930, Локарно — 18 квітня 2019) — швейцарський футболіст, що грав на позиції захисника, зокрема, за клуби «Грассгоппер» та «Лугано», а також національну збірну Швейцарії.
Дворазовий чемпіон Швейцарії. Двічі володар кубка Швейцарії.

## Клубна кар'єра
У футболі дебютував 1952 року виступами за команду «Грассгоппер», в якій провів п'ять сезонів. За цей час став дворазовим чемпіоном Швейцарії і двічі вигравав кубок Швейцарії.
1957 року перейшов до клубу «Лугано», за який відіграв 4 сезони. Завершив професійну кар'єру футболіста виступами за команду «Лугано» у 1961 році.

## Виступи за збірну
1952 року дебютував в офіційних матчах у складі національної збірної Швейцарії. Протягом кар'єри у національній команді провів у її формі 13 матчів.
Був присутній в заявці збірної на чемпіонаті світу 1954 року у Швейцарії, але на поле не виходив. 
Помер 18 квітня 2019 року на 89-му році життя.

## Титули і досягнення
- Чемпіон Швейцарії (2):

«Грассгоппер»: 1951-1952, 1955-1956
- Володар кубка Швейцарії (2):

«Грассгоппер»: 1951-1952, 1955-1956